# 鴨下葉子
鴨下 葉子（かもした ようこ、1936年8月14日 - ）は、東京都出身の画家。抽象画を得意とする。元・立軌会同人、元・神戸洋画会会員。娘の森圭子は詩人である。

## 経歴
- 1978年 - 日仏現代美術展一席を受賞（グラン・パレ美術館）[5]。
- 1980年 - 金山平三賞展へ招待出品（兵庫県立近代美術館）[5]。
- 1984年 - アカデミー・デ・ボザール賞を受賞（日仏現代美術展）[5]。
- 1986年 - サロン・ド・メ展へ招待出品（グラン・パレ美術館）[5]。
- 1994年 - 立軌会 同人となる[2]。
- 1995年 - 亀高文子記念赤艸社賞[6]を受賞。
- 2000年 - 画集『たしかな存在』（けはい）を上梓[7]。帯の推薦文は佐藤忠良が寄せた[8]。
- 2002年 - 豊田豊（彫刻家）の紹介で、ブラジルのリオデジャネイロ、サンパウロの2箇所で個展を開く[4]。
- 2003年〜2004年 - ブラジルに滞在[9]。
- 2004年 - サンパウロ市制450年祭の文化交流においてサンパウロ州の芸術文化に貢献したとして勲章を授与される[10]。

## 出版
- 『たしかな存在：鴨下葉子画集』（沖積舎）ISBN 4-8060-3514-9